# Monte Alfeo
El Monte Alfeo és una muntanya de 1.651 m del massís del Monte Antola als Alps Lígurs, dins la província de Piacenza a la regió d'Emília-Romanya, Itàlia).